# Rosemarkie
Rosemarkie (Schots-Gaelisch: Ros Mhaircnidh) is een dorp op het schiereiland Black Isle ongeveer 1 kilometer ten oosten van Fortrose in de Schotse lieutenancy Ross and Cromarty in het raadsgebied Highland.
Rosemarkie ontstond al rond het jaar 500. Er was een nonnenklooster en in 1124 kwam daar de zetel van de bisschop van Ross. In 1124 werd ook gestart met de bouw van een kathedraal in het nabijgelegen Fortrose. Rosemarkie bleef vooral een vissersdorp.
Van Rosemarkie was een veerdienst naar Ardersier en naar Fort George. Deze werd in 1967 opgeheven.
In 1888 werd de Rosemarkie-Fortrose Golf Club opgericht.